# Oosteinde (Voorburg)
Het Oosteinde is een straat in de Nederlandse plaats Voorburg. De straat loopt vanaf de Herenstraat en de Rozenboomlaan tot de Dokter van der Stamstraat en de Oude Trambaan waar hij in overgaat. Het Oosteinde kent vele zijstraten, de straat is ongeveer 1,8 km lang. Op oude kaarten van Voorburg staat de straat aangegeven als Voorweg (de huidige Parkweg heette Achterweg).
Het Oosteinde is een vrij lange straat waaraan zich tal van gemeente- en rijksmonumenten bevinden, zoals de rooms-katholieke Sint-Martinuskerk op nummer 56, gebouwd rond 1892. De buitenplaats Vreugd en Rust bevindt zich op nummer 14. Langs het Oosteinde waren vroeger meerdere buitenplaatsen, zoals Rusthof en Noordervliet, maar die zijn inmiddels verdwenen.
In 1913 werd aan het Oosteinde het pension Sint Antoniushove geopend. Na diverse uitbreidingen bleek dit ziekenhuis uiteindelijk te klein en in 1972 verhuisde het naar een nieuwe locatie in Leidschendam. De kapel van het pension was al in 1964 gesloopt.
Op de hoek met de Voorhoevenstraat bevindt zich het beeld van Klaas Gubbels "In de hemel gevlogen" (2010).
Aan het Oosteinde 34 heeft de in 1954 overleden architect Pieter Jan Christophel Klaarhamer gewoond. Hij was een leerling van Berlage en leraar van Gerrit Rietveld.

## Fotogalerij

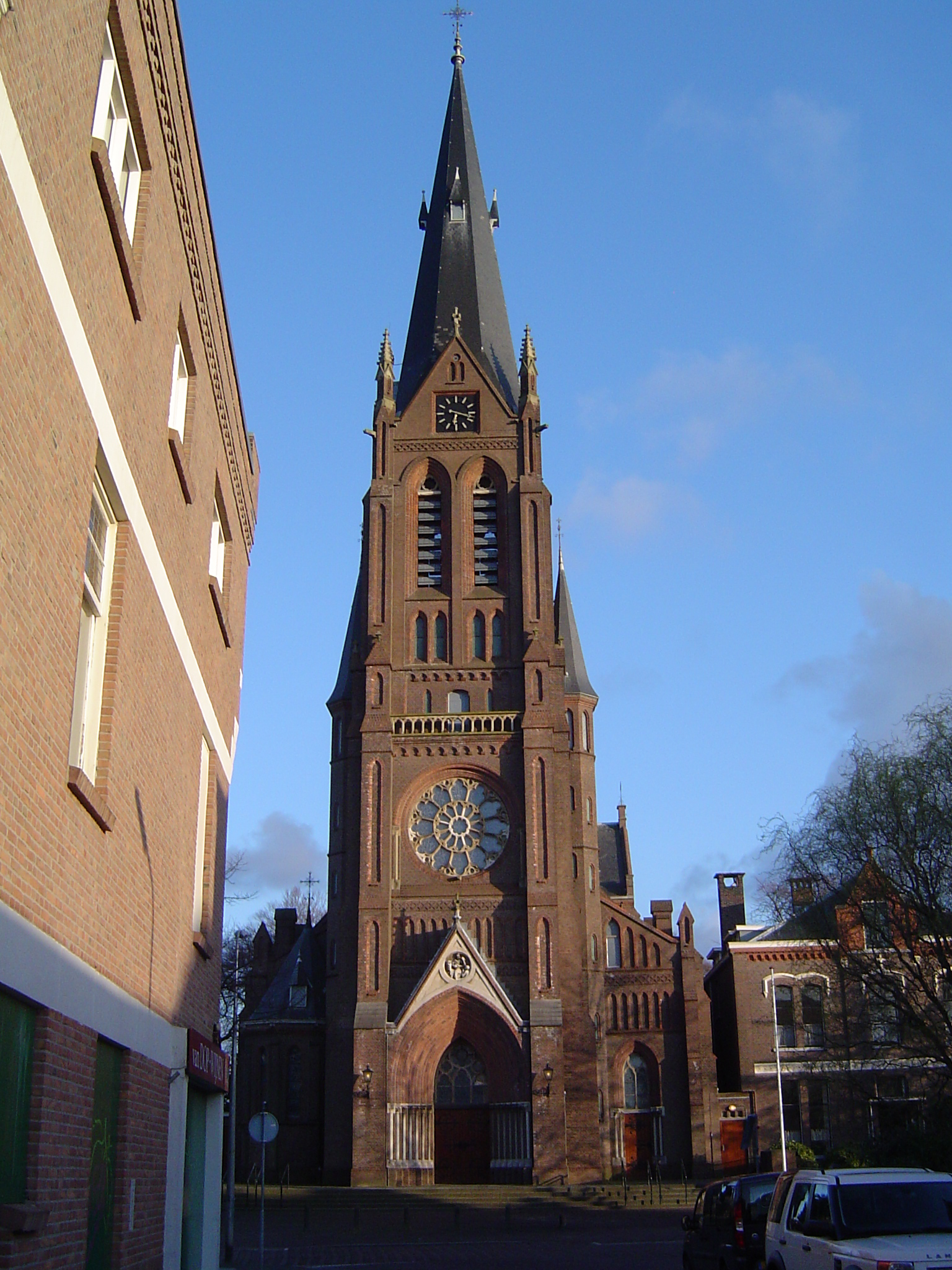
De Martinuskerk aan de Oosteinde 56 (rijksmonument)
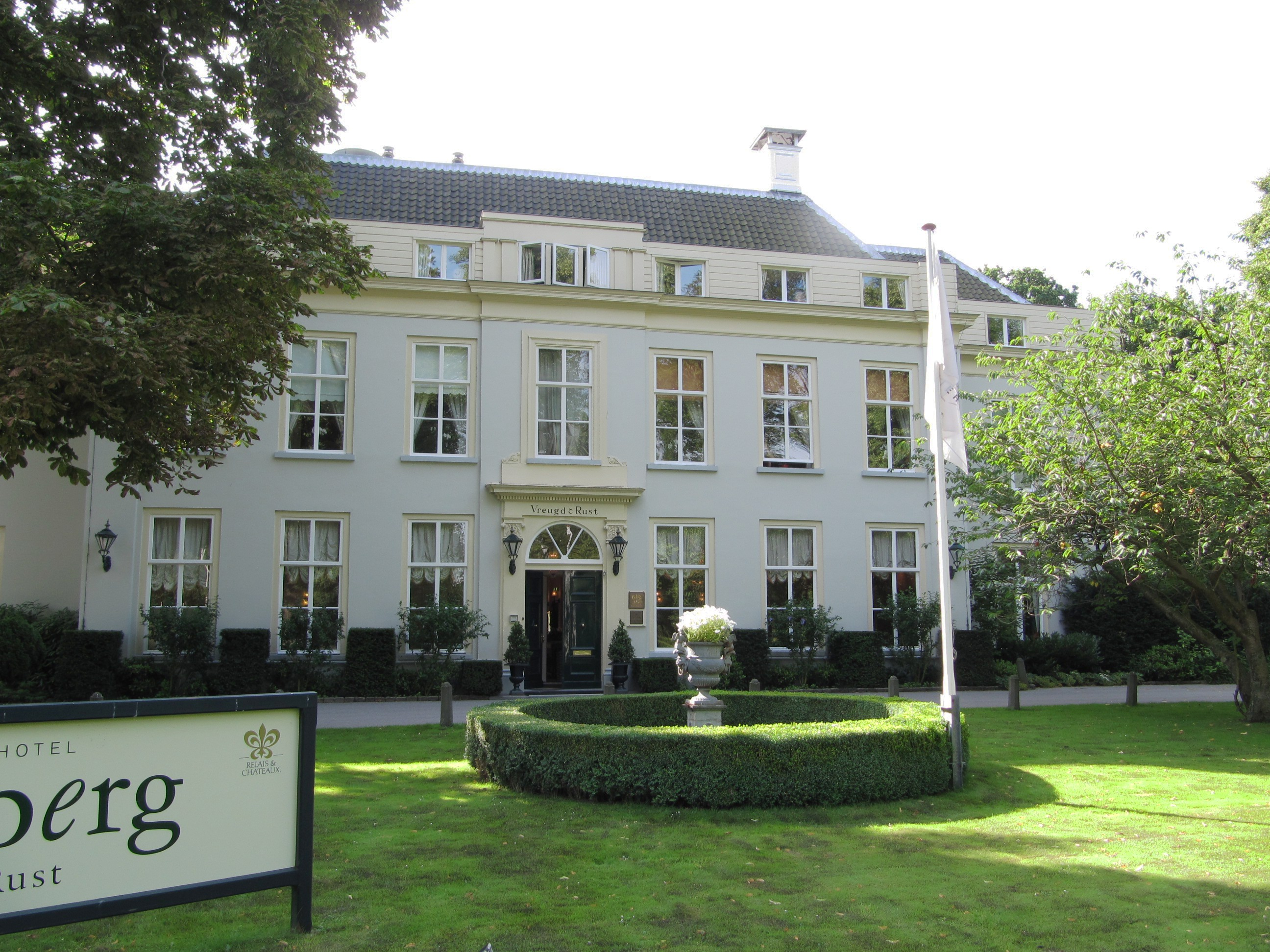
Buitenplaats "Vreugd en Rust" aan de Oosteinde 14 (rijksmonument), voormalig Restaurant Hotel Savelberg.
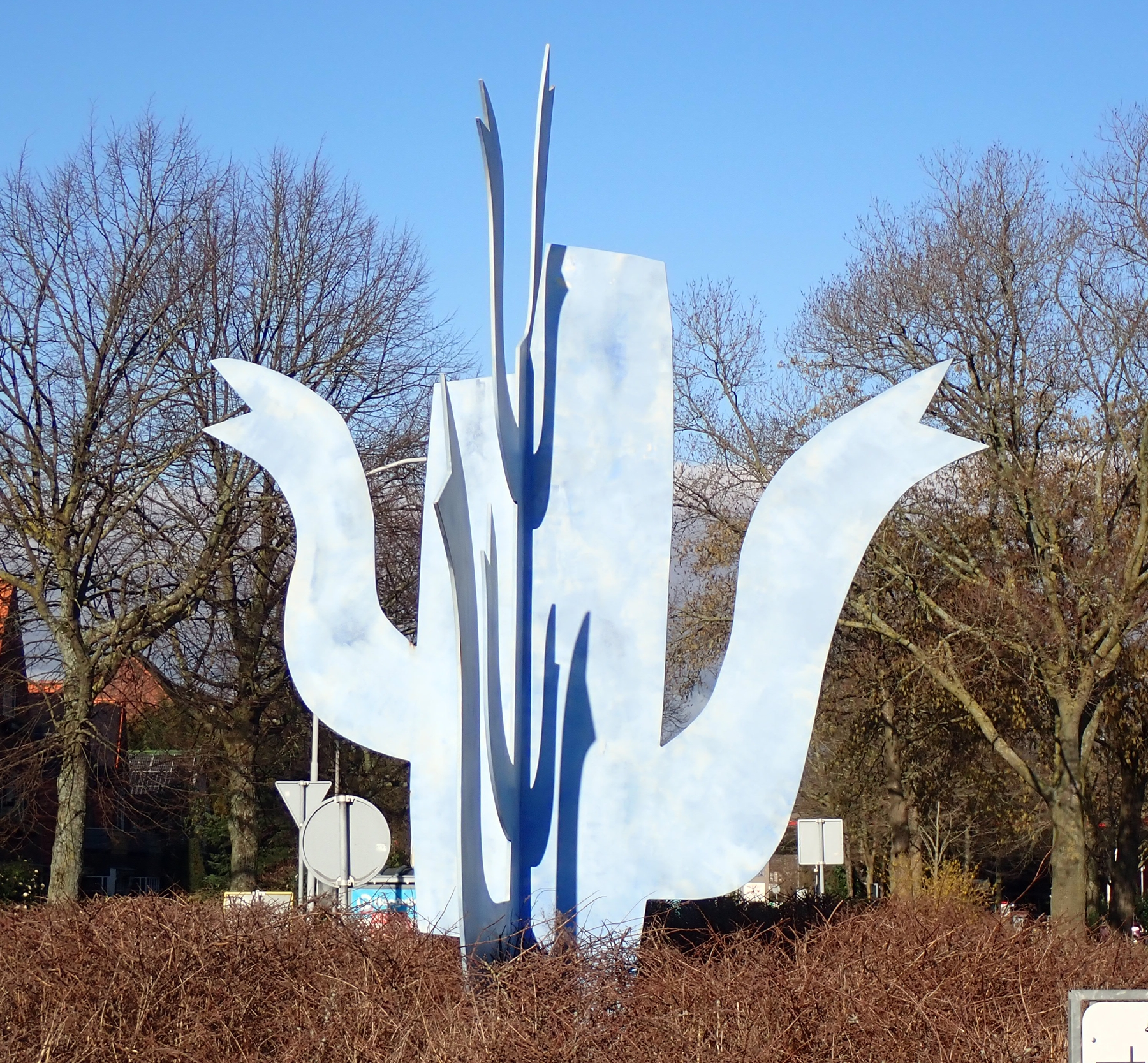
Kunstwerk "In de hemel gevlogen" (2010) van Klaas Gubbels

Herenstraat ·
Kerkstraat ·
Oosteinde · 
Schoolstraat ·  
Sionsstraat